# Tapogatós bordásmedúzák
A tapogatós bordásmedúzák (Tentaculata) a bordásmedúzák (Ctenophora) törzsének egyik családja; ebbe tartozik a recens fajok többsége.

## Származásuk, elterjedésük
A kambriumban különültek el a törzs másik, jóval kevesebb fajt számláló osztályától, a tapogató nélküli bordásmedúzáktól (Nuda) (és az időközben kihalt osztályoktól, amelyek rendszertani helyzete bizonytalan).

### Rendszertani felosztásuk
A osztályt két alosztályra bontják; a kihalt †Cornulitida rendet egyikbe se sorolták be.
1. Cyclocoela alosztály 6 renddel:
- Cambojiida rend egyetlen fajjal: Cambodgia elegantissima (Cambojia elegantissima)
- Vénuszövek (Cestida) rendje egyetlen családdal: Cestidae
- Cryptolobiferida rend egyetlen családdal: Cryptolobatidae
- Ganeshida rend egyetlen nemmel: Ganesha
- Lebenyes bordásmedúzák (Lobata) rendje 9 családdal;
- Thalassocalycida rend egyetlen fajjal: Thalassocalyce inconstans

2. Typhlocoela alosztály 2 renddel:
- Labdamedúzák (Cydippida vagy Cydippea) rendje 10 családdal és több, családba sorolatlan nemmel;
- Platyctenida rend 5 családdal.

## Megjelenésük, felépítésük
Könnyen megkülönböztethetők a tapogató nélküli bordásmedúzáktól (Nuda), mivel – amint erre a két osztály neve is utal – testük két oldaláról egy-egy tapogató nő ki. Ezeket az állat tapogatóhüvelybe húzhatja vissza.
Gasztrális üregükből ágaznak ki a megemésztett táplálékot szállító délkörszerű, de rendszeresen elágazó és újraegyesülő csatornák. Mivel ezek áttűnnek az állat csaknem átlátszó testén, az ettől márványosan erezettnek tűnik.

## Életmódjuk, élőhelyük
Minden nyílt vizű tengerben megtalálhatók. Többségük planktonikus, de néhány faj a fenéken mászkáló életmódra tért át.
Ragadozók. Az emészthetetlen maradékok és salakanyagok többségét szájnyílásukon öklendezik ki.